# Hypocrea cremea
Hypocrea cremea är en svampart som beskrevs av P. Chaverri & Samuels 2003. Hypocrea cremea ingår i släktet svampdynor och familjen Hypocreaceae.   Inga underarter finns listade i Catalogue of Life.